# 贝尼根杰
贝尼根杰（Beniganj），是印度北方邦Hardoi县的一个城镇。总人口9504（2001年）。

## 人口
该地2001年总人口9504人，其中男性5012人，女性4492人；0—6岁人口1776人，其中男924人，女852人；识字率53.56%，其中男性为61.07%，女性为45.17%。